# Idiocera octavia
Idiocera octavia là một loài ruồi trong họ Limoniidae. Chúng phân bố ở miền Cổ bắc.